# 우라시마 타로 (영화)
"우라시마 타로 (임시)"(浦島太郎（仮))는 날짜 미상의 시기에 만들어진 애니메이션 영화이다.

## 필름의 발견
2007년 여름에 문화사학자 마츠모토 나츠키가 오사카에서 장난감 영사기와 고이치 준이치의 "하나와 헤코나이 명검 이야기"와 같이 팔리는 것을 보고 샀으며, 이후 마츠모토는 문헌 자료를 통해 기타야마 세이타로의 "우라시마 타로"로 추측했다.
도쿄 국립근대미술관 필름 센터에서 디지털로 복원되었으며 2008년 4월 24일에 개최된 "발굴된 영화들 2008(発掘された映画たち2008)"에서 상영되었다.
2017년 애니메이션 연구가 니미 누에가 일존의 애니메이션의 100년을 기념해 교토 국제 만화 박물관의 기획 전 준비를 위해 자료를 찾아 본 결과 본 영화와 캐릭터 디자인이 다른 기타야마의 "우라시마 타로"의 스틸컷을 발견한 후로 기타야마의 "우라시마 타로"가 아닌 것이 판명되었고, 도쿄 국립근대미술관이 운영하는 웹사이트 '日本アニメーション映画クラシックス'의 기타야마 세이타로 페이지에서 삭제되었다.